# Temara
Temara (arabsky تمارة‎, berbersky ⵜⵎⴰⵔⴰ) je marocké město situované v regionu Rabat-Salé-Kénitra na jih od Rabatu při pobřeží Atlantského oceánu. Ve městě se nachází přístav a množství pláží. Ekonomiku města výrazně podporuje blízkost dvou ekonomických center: Casablancy a Rabatu. Žije zde přibližně 297 tisíc obyvatel.

## Historie
Město bylo založeno ve 12. století almohadským sultánem Abdalmu'minem bin Alím. Během následujících pěti století zde byla vystavěna mešita a Ismaíl ibn Šaríf nechal obestavět město hradbami.

## Partnerská města
- Saint-Germain-en-Laye (Francie)